# Restio macer
Restio macer är en gräsväxtart som beskrevs av Carl Sigismund Kunth. Restio macer ingår i släktet Restio och familjen Restionaceae. Inga underarter finns listade i Catalogue of Life.